# Canto de las parcas

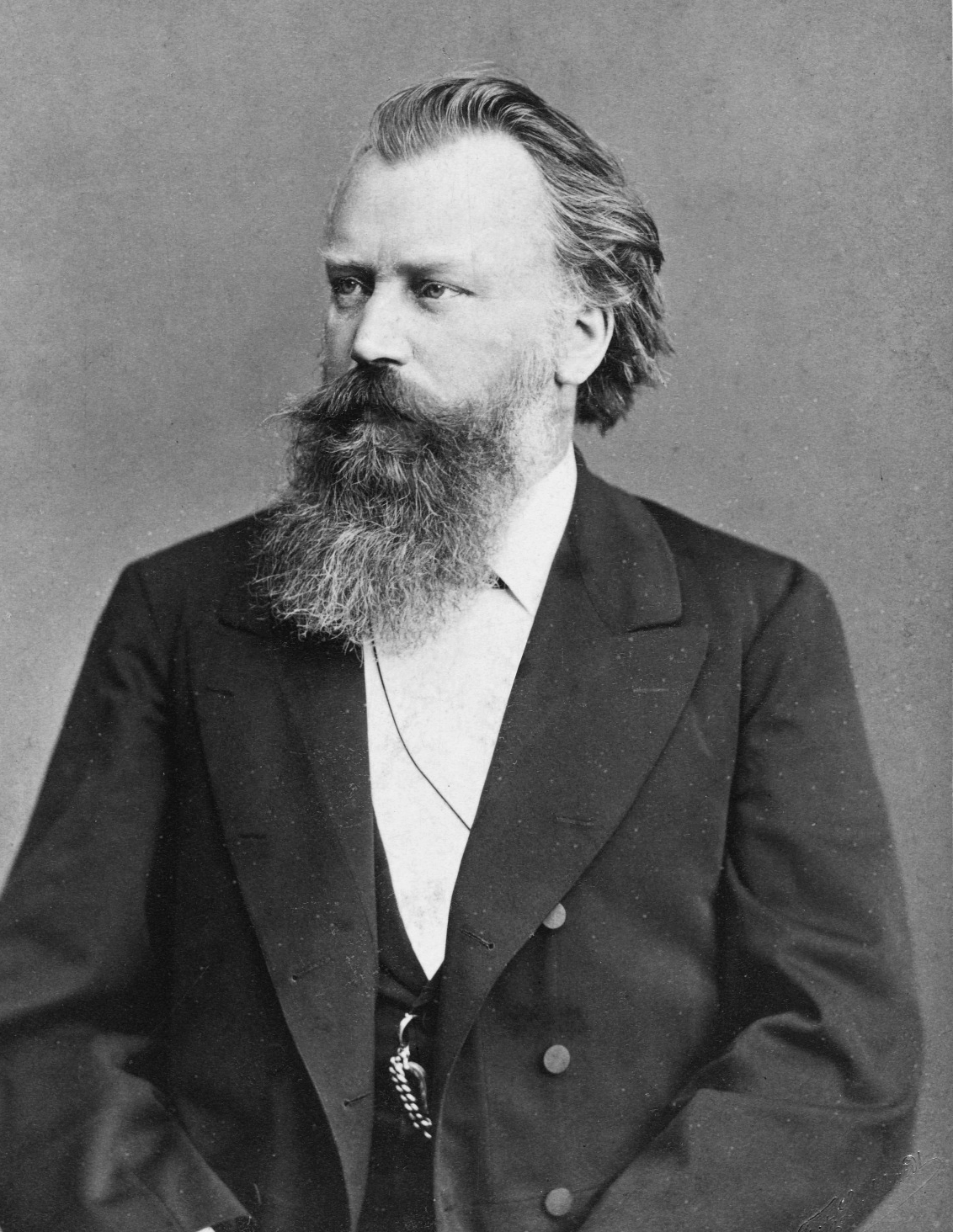
.Brahms en 1885

El canto de las parcas (Gesang der Parzen) op. 89, es la última pieza para orquesta y coro mixto de Johannes Brahms, dedicada al duque Jorge II.
La obra, en un solo movimiento, se basa en un texto de Goethe,Ifigenia en Táuride (que anteriormente ya había sido utilizado para una obra a cuatro voces de Johann Friedrich Reichardt). Escrita durante una estancia veraniega en 1882 en Bad Ischl, fue estrenada en Basilea el 10 de diciembre del mismo año, siendo publicada en 1883.
Está escrita para coro de seis voces (contraltos y bajos divididos en dos grupos) y orquesta. La instrumentación comprende dos flautas (una doble piccolo o flautín), dos oboes, dos clarinetes, dos fagotes, contrafagot , cuatro trompas, dos trompetas, trombones (alto, tenor y bajo), tuba, timbales y cuerda.
La pieza no es muy interpretada pero se ha grabado en varias ocasiones. También ha tenido sus admiradores: Su amigo Theodor Billroth la elogió y Anton Webern destacaba un pasaje de la coda construida a partir de un ciclo de terceras mayores.